# Samaritáni
| Židé a judaismus |
| Židé • Judaismus • Kdo je Žid |
| Ortodoxní • Konzervativní (Masorti) Progresivní (Reformní - Liberální) • Ultraortodoxní Samaritáni • Falašové • Karaité                                                                                            |
| Etnické skupiny a jazyky |
| Aškenázové • Sefardové • Mizrachim Hebrejština • Jidiš • Ladino • Ge'ez • Buchori |
| Populace (vývoj) |
| Evropa • Amerika • Asie • Afrika • Austrálie |
| Náboženství |
| Bůh • Principy víry • Boží jména 613 micvot • Halacha • Noachidské zákony Mesiáš • Eschatologie |
| Židovské myšlení, filosofie a etika |
| Židovská filosofie Cdaka • Musar • Vyvolenost Chasidismus • Kabala • Haskala |
| Náboženské texty |
| Tóra • Tanach • Mišna • Talmud • Midraš Tosefta • Mišne Tora • Šulchan aruch Sidur • Machzor • Pijut • Zohar |
| Životní cyklus, tradice a zvyky |
| Obřízka • Pidjon ha-ben • Simchat bat • Bar micva Šiduch • Svatba • Ketuba • Rozvod (Get) • Pohřeb Kašrut • Židovský kalendář • Židovské svátky Talit • Tfilin • Cicit • Kipa Mezuza • Menora • Šofar • Sefer Tora |
| Významné postavy židovství |
| Abrahám • Izák • Jákob • Mojžíš Šalomoun • David • Elijáš • Áron Maimonides • Nachmanides • Raši Ba'al Šem Tov • Ga'on z Vilna • Maharal                                                                           |
| Náboženské budovy a instituce |
| Chrám • Synagoga • Ješiva • Bejt midraš Rabín • Chazan • Dajan • Ga'on Kohen (kněz) • Mašgiach • Gabaj • Šochet Mohel • Bejt din • Roš ješiva                                                                      |
| Židovská liturgie |
| Šema • Amida • Kadiš Minhag • Minjan • Nosach Šacharit • Mincha • Ma'ariv • Musaf |
| Dějiny Židů |
| starověk • středověk • novověk |
| Blízká témata |
| Antisemitismus • Gój • Holocaust • Izrael Filosemitismus • Sionismus Abrahámovská náboženství |
| z • d • e |

Samaritáni (hebrejsky: שומרונים, Šomronim; sg. שומרון, Šomron) jsou nábožensko-etnickou skupinou v Izraeli a na autonomních palestinských územích. Samaritáni patří mezi nejstarší etnické skupiny na Blízkém Východě, jejich původ se datuje až do roku 721 př. n. l., kdy asyrský král Salmanassar V. dobyl Samaří, hlavní město severoizraelského království, a odvedl většinu z deseti izraelských kmenů do otroctví. Dobyté území následně osídlil kmeny příchozími z Mezopotámie, jejichž příslušníci se poměrně záhy smísili se zbytky původního obyvatelstva a posléze přijali i jeho víru, byť v odlišné podobě, než jak ji praktikuje dnešní judaismus.
Samaritáni si jako etnikum nárokují izraelský původ a považují se za legitimní potomky izraelských kmenů Efrajim, Menaše a Levi. V čele komunity stojí velekněz, kterým se stává vždy nejstarší muž z kněžské rodiny, která svůj původ dovozuje až k biblickému Áronovi.
Z původně početného národa se Samaritáni stali malou, uzavřenou komunitou, čítající podle cenzu z roku 2007 pouhých 721 lidí. Samaritáni jsou soustředěni ve dvou centrech, ve městech Nábulus (Šchem; konkrétně v Kirjat Luze) na západním břehu Jordánu a Cholon v Izraeli.

## Historie Samaritánů

### Původ Samaritánů
Hebrejské jméno Samaritánů, Šomronim, pochází od názvu města Samaří, hebrejsky Šomron. Sami Samaritáni ale udávají, že pochází spíše od slova שמרים, Šamerim, tj. „Ti, co střeží (Zákon)“. Podle údajů v Bibli vznikli Samaritáni smísením pohanského mezopotámského obyvatelstva se zbytky severoizraelských kmenů. Tito nově příchozí prý měli začít uctívat Hospodina a přijímat víru Izraelitů, ovšem pouze ze strachu před lvy, kterými Hospodin nově příchozí sužoval – z pohledu pozdější rabínské teologie tak byli Samaritáni potomci „konvertitů z donucení“, nebyli tudíž považováni za pravý Izrael.
Samaritáni sami uvádějí, že jejich vznik se datuje mnohem dále, do doby předkrálovské, kdy došlo ke schizmatu, kdy kněz Eli, zmiňovaný v Bibli jako vychovatel Samuela, nechal přenést Archu úmluvy do Šíla, zatímco podle samaritánské měla spočívat na hoře Gerizim v duchu verše Deuteronomium 11,29: „Až tě uvede Hospodin, tvůj Bůh, do země, kterou přicházíš obsadit, budeš dávat požehnání na hoře Gerizímu a zlořečení na hoře Ébalu.“ Kolem hory Gerizim, která se stala později centrem samaritánského kultu, se měla soustředit hrstka věrných – שמרים, Šamerim.

### Spory mezi Židy a Samaritány
První otevřené spory začínají po návratů Judejců – Židů – z babylónského zajetí, zvláště pak skupiny kolem Zerubábela a Jéšuy, která začíná znovu budovat jeruzalémský Chrám. Podle Bible měly ostatní národy, žijící tou dobou na území Izraele, nabídnout navrátilcům svou pomoc, pravděpodobně tedy i Samaritáni. Zerubábel i Jéšua ovšem jejich pomoc odmítli. Samaritáni se společně s ostatními národy snažili stavbu Chrámu zastavit, ale neúspěšně. Po této události měli Samaritáni postavit svůj vlastní „vzdorochrám“ na hoře Gerizim, podle archeologických vykopávek se tak stalo kolem roku 330 př. n. l.
Během seleukovské nadvlády bylo Samařsko pod přímým vlivem helenizace a samaritánský Chrám byl rovněž přejmenován na chrám Dia. Samaritáni byli podobně jako Judejci rozděleni mezi helenistickou frakcí, která se koncentrovala kolem helenizovaných měst, jako Samaří-Sebasté, a náboženské, sdružené kolem chrámu na hoře Gerizim. Pod seleukovskou nadvládou a vlivem zůstalo Samařsko až do roku 129 př. n. l., kdy území Samařska dobyl hasmonejský král Jochanan Hyrkán, Samaří vyplenil a samaritánský chrám zničil a srovnal se zemí. Zhruba tou dobou dochází mezi Samaritány a Židy k otevřenému nepřátelství.
Přesto v teologických záležitostech ještě dlouhou dobu neexistovaly mezi Židy a Samaritány závažnější rozdíly. Samaritáni, v Mišně a Talmudu nazývaní כותים Kutim, jsou považováni za ne-Izraelity, nicméně požehnání, pronesené Samaritánem, má stejnou validitu, jako požehnání pronesené Izraelitou. Ačkoli Židé a Samaritáni vzájemně neuznávali centra svého kultu, oba směry uznávaly svým způsobem fakt, že Samaritáni stejně jako Židé věří v jediného Boha a že Tóra je zjevené slovo Boží. K definitivní roztržce došlo pravděpodobně mnohem později, až za byzantské nadvlády, tj. po r.395(rozdělení římského impéria na Západořímskou a na Východořímskou říši/až od 15. stol.nazývaná Byzantská) .

### Samaritáni v Novém zákoně
V Matoušově evangeliu (Mt 10,5) Ježíš vysílá dvanáct apoštolů na první misii a nařizuje jim, aby nechodili mezi pohany a nevcházeli do žádného samařského města, ale aby šli raději k ztraceným ovcím z domu izraelského.
V Lukášově evangeliu Ježíš vypráví podobenství o milosrdném Samaritánovi (kap. 10, 25–37). Na tomto příběhu ukazuje, že skutečný bližní není souvěrec či kněz, ale ten kdo koná milosrdenství. Podle téhož evangelia (Lk 17,11–19) Ježíš v Samařsku vyslyšel prosby deseti malomocných o uzdravení, ale jediný, kdo se vrátil poděkovat, byl Samaritán. I v Lukášově evangeliu však Samaritáni mají negativní roli (Lk 9,51–56): Ježíše s učedníky putujícího přes Samařsko do Jeruzaléma nenechali přenocovat. Apoštolové Jakub a Jan chtěli svolat z nebe oheň, aby je za to zahubil, ale Ježíš za to učedníky přísně pokáral a šel s nimi přenocovat jinam.
V Janově evangeliu (J 4,1–42) Ježíš u Jakubovy studny vede se Samaritánkou obsáhlý náboženský rozhovor, který se týkal vztahu mezi Židy a Samaritány i rozdílnosti jejich posvátného místa a o patriarchovi Jakubovi. Samaritáni, kteří vyslechli vyprávění této ženy, v Ježíše uvěřili a žádali ho, aby s nimi zůstal. Dobré vztahy se Samaritány byly později Ježíšovi vyčítány, když bylo vzneseno podezření, že je Samaritánem a je posedlý zlým duchem (J 8,48).
Podle Skutků apoštolských (Sk 8,6–8) přišel apoštol Filip hlásat Krista do Samaří. Pod vlivem zázraků se obraceli a dávali pokřtít. Apoštolové z Jeruzaléma poté poslali do Samaří jako posilu ještě Petra a Jana. Později Samařskem procházeli ještě Pavel a Barnabáš a rovněž byli úspěšní (Sk 15,3).

### Pod římskou nadvládou
Římská nadvláda dopadla tvrdě na Samaritány stejně jako na Židy, ale Samaritáni nebyli hlavní obětí dvou nezdařených židovských povstání – židovské války a Bar Kochbova povstání. Po povstání Bar Kochby v roce 135 dokonce obnovili svůj chrám na hoře Gerizim.

### Povstání proti Byzanci
S nástupem křesťanství se Samaritáni ocitli v podobně tíživé situaci jako Židé. Byli pronásledováni, jejich víra není uznávána. V 6. století byl opět zničen samaritánský chrám. V roce 529 Samaritáni zahájili povstání pod vedením Juliana ben Sabara a zničili jako odvetu za pronásledování několik křesťanských obcí, jejich obyvatele pobili a kostely vypálili. Povstání za samařskou nezávislost ale proti tehdy nejmocnější říši světa nemělo naději na úspěch. Byzantský císař Justinián I. povstání nemilosrdně potlačil a pro Samaritány mělo povstání fatální důsledky. Tisíce Samaritánů byly zabity nebo prodány do otroctví. Z národa čítajícího několik set tisíc lidí se stala malá, bezvýznamná a nechtěná komunita a Samaritáni jako národ přestali existovat. Povstání mělo důsledky také pro židovsko-samaritánské vztahy – Samaritáni Židům nikdy neodpustili, že je v povstání proti křesťanům nepodpořili. Pro Židy by ovšem účast v dalším, předem ztraceném povstání, znamenala jistou záhubu.

### Islámská nadvláda
Ačkoli islám zařadil Samaritány mezi ahl al-kitáb, lid knihy (podobně jako židy a křesťany) a tito měli tedy status dhimmi (lidí druhého řádu), život malé uzavřené samaritánské komunity, navíc sevřené tvrdými vnitřními pravidly pod islámskou nadvládou nebyl snadný a Samaritánů stále ubývalo. Někteří Samaritáni byli zabiti při občasných nepokojích, řada z nich volila konverzi k islámu jako východisko z tíživé ekonomické a sociální situace. Během období křížových výprav byli Samaritáni stejně jako muslimové a židé pronásledováni a zabíjeni. Neutěšená situace pokračovala až do 20. století, kdy počet Samaritánů ve světě údajně nedosahoval ani počtu 150 lidí.

### Moderní éra

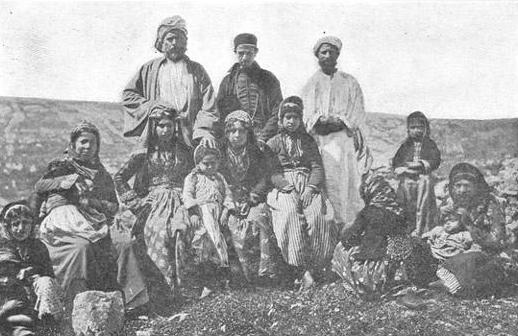
Samaritáni na počátku dvacátého století

Změna politické situace postavila Samaritány do obtížné situace. Část Samaritánů zůstala v Izraeli (ve městě Cholon/Holon v Telavivském distriktu), větší část na území okupovaném Jordánskem ve svém starém sídle v Nábulusu. Samaritánům bylo garantováno právo na návrat (tj. Stát Izrael považuje Samaritány za „etnické Židy“). Status quo zůstal zachován i po šestidenní válce (1967) až do vypuknutí první intifády, kdy se Samaritáni z bezpečnostních důvodů z centra Nábulusu přestěhovali blíže izraelským osadám u hory Gerizím, do sídliště Kirjat Luza. Ačkoli palestinská samospráva garantovala Samaritánům místo v parlamentu, z důvodu nefunkčnosti palestinské vlády a tíživé ekonomické situace na palestinských územích se stále více prohlubují vztahy s Izraelem. Z důvod obav reakcí z jedné či druhé strany se Samaritáni snaží zůstat v izraelsko-arabském konfliktu nestranní.
Kromě politických problémů museli Samaritáni vyřešit další tíživý problém, který vznikl tím, že Samaritáni podle doslovné interpretace Tóry nepřijímají konvertity a sňatky tak mohly probíhat pouze mezi Samaritány navzájem. Z tohoto důvodu došlo k vývoji řady genetických vad, které populaci ohrožovaly. V současnosti tvoří samaritánskou populaci pouze čtyři rodiny (pátá vymřela ve 20. století). Aby zabránili postupující degeneraci populace, svolil představitelé Samaritánů, aby samaritánští muži mohli uzavírat manželství s Nesamaritánkami. Těmito ženami se stávají především židovské Izraelky pod podmínkou, že budou dodržovat samaritánské praktiky, které jsou zvláště pro ženy velmi přísné. Každé uzavřené manželství je sledováno zdravotníky z nemocnice Tel ha-Šomer.

## Náboženství a teologie Samaritánů

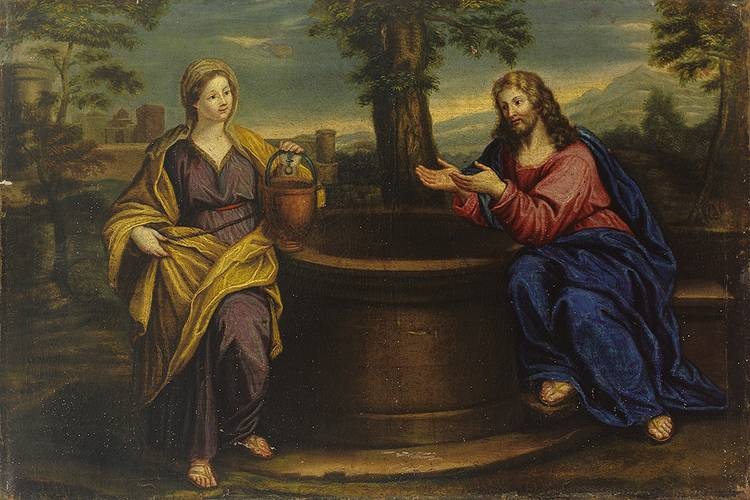
Kristus a Samaritánka u studny

Samaritánským hlavním náboženským textem je Tóra, psaná samařským (starosemitským) písmem, ovšem s několika rozdíly oproti židovskému a křesťanskému kánonu. Samaritánský pentateuch oproti hebrejskému kánonu obsahuje několik zmínek o hoře Gerizím, mj. i v odlišné verzi Desatera, kdy je významu hory Gerizím věnováno 10. přikázání. Kromě tohoto textu mají i vlastní liturgickou a komentátorskou tradici. Některé svátky jsou slaveny jinak, než v rabínském judaismu, Roš ha-šana, u Samaritánů jako Jom tru’a (den troubení) sice připadá na 1. tišri, ale není považován za Nový rok. Samaritáni také vykonávají zvířecí oběti na hoře Gerizím, zvláště pak oběť beránka na Pesach.
Principy samaritánské víry jsou následující:
- Bůh je jeden, stejný jako ten, kterého ohlašovali bibličtí proroci
- Tóra byla dána Mojžíšovi na Sinaji
- Místem, které si Bůh vyvolil ke svému přebývání, je Gerizím, nikoli Jeruzalém
- Někteří Samaritáni věří, že na konci dní má přijít Mesiáš a vzkřísí mrtvé
- Hlavní postavení jakožto vykladači Zákona a tradice mají kněží, nikoli učenci a rabíni (instituce rabínů u Samaritánů neexistuje)
- Samaritáni odmítají rabínskou tradici obsaženou v Mišně a Talmudu